# カステリョン県
カステリョン県（カステリョンけん、スペイン語: Castellón: スペイン語: [kasteˈʎon]）またはカステリョー県（カタルーニャ語: Castelló: カタルーニャ語: [kasteˈʎo]）は、スペイン・バレンシア州の県。県都はカステリョン・デ・ラ・プラナ。
スペイン語名とカタルーニャ語名が優劣なく公式名であり、公的文書ではCastelló/Castellón（カステリョン/カステリョー）と表記されることもある。日本語ではカステジョンと表記されることもある。

## 地理

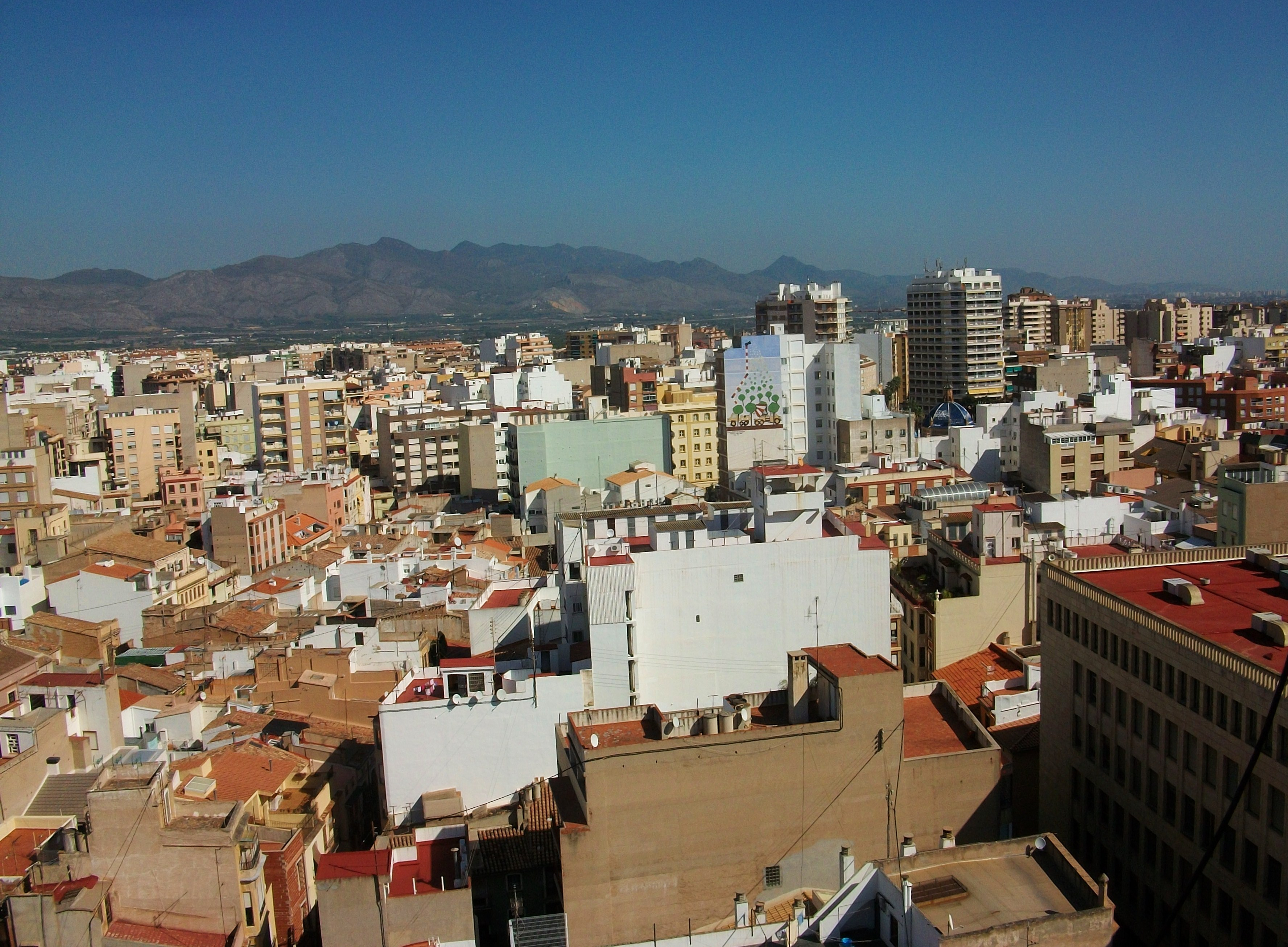
カステリョン・デ・ラ・プラナの中心部

カステリョン県の県都はカステリョン・デ・ラ・プラナである。人口の約60%がカステリョン・デ・ラ・プラナ都市圏に、85%が地中海沿岸部に住んでいる。2012年の人口は604,564人だった。カステリョン県は135のムニシピオ（基礎自治体）で構成されている。県都カステリョン・デ・ラ・プラナ以外の主要な自治体には、ヴィラ＝レアル、ボリアナ/ブリアナ、ラ・ヴァイ・ドゥイショー、ヴィナロスなどがある。
南はバレンシア県に、西はアラゴン州テルエル県に、北はカタルーニャ州タラゴナ県と接しており、東は地中海である。県西部にはイベリコ山系が広がっている。カステリョン県の沖合49kmにはコルンブレテス諸島があり、この諸島はカステリョン・デ・ラ・プラナの自治体域に属している。

### 郡
カステリョン県は歴史的に以下の8のコマルカ（郡）に分かれている。
| 郡                       | 人口（人） | 面積（km2） | 中心自治体                   |
| ------------------------ | ---------- | ----------- | ---------------------------- |
| ラアルカラテン           | 16,036     | 603.00      | ラルコラ                     |
| アルト・マエストラット   | 7,128      | 662.90      | アルボカセル                 |
| ラルト・ミリャルス       | 4,055      | 667.40      | シラット                     |
| ラルト・パランシア       | 24,553     | 964.90      | セゴルベ                     |
| バイシュ・マエストラット | 82,120     | 1,221.40    | ビナロス                     |
| プラーナ・アルタ         | 252,157    | 957.30      | カステリョン・デ・ラ・プラナ |
| プラーナ・バイシャ       | 191,609    | 605.20      | ボリアナ/ブリアナ            |
| エルス・ポルツ           | 4,669      | 903.90      | モレーリャ                   |

### 自治体

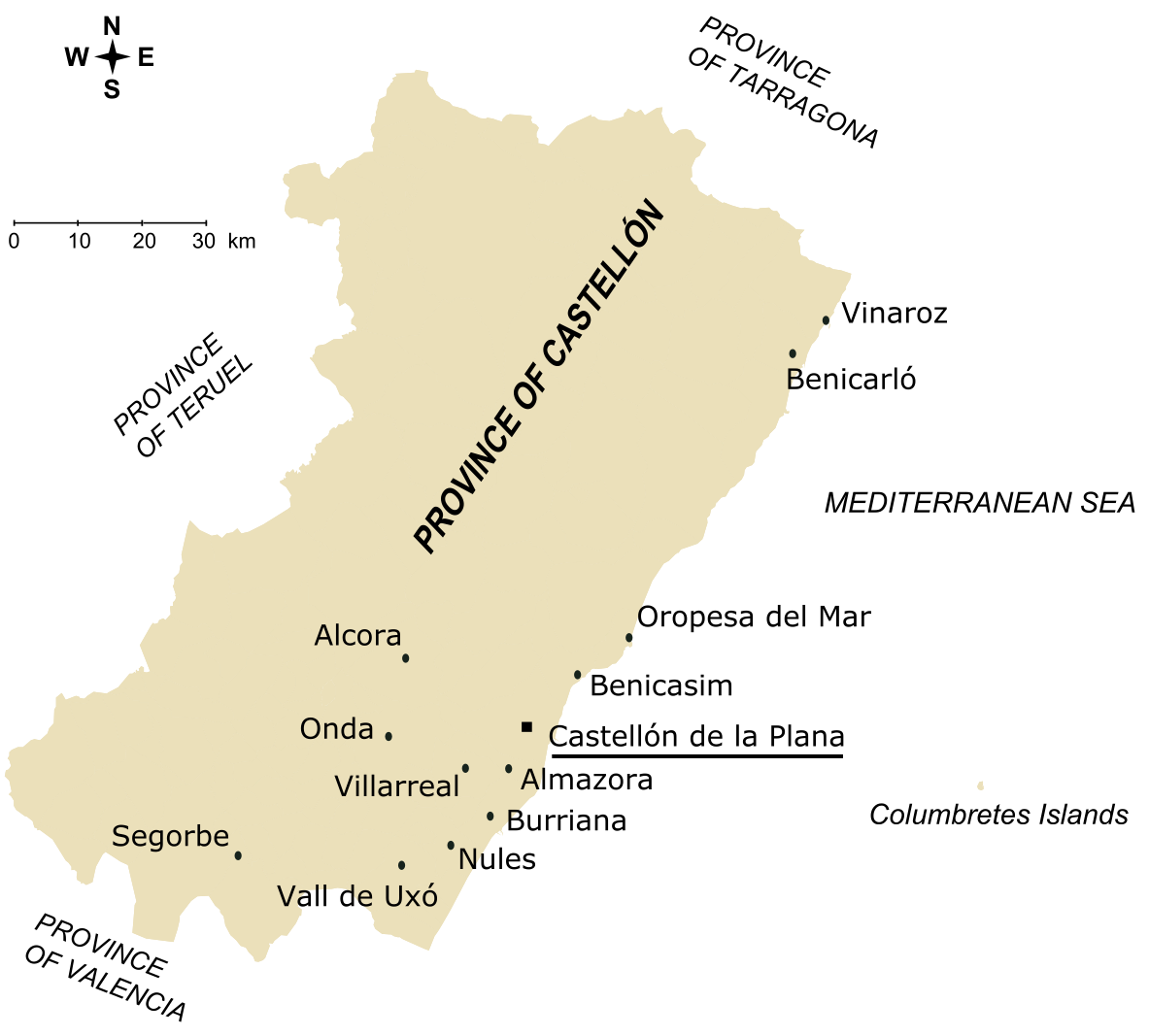
主要都市の所在地

| 順位 | 自治体                          | 人口（人） |
| ---- | ------------------------------- | ---------- |
| 1.   | カステリョン・デ・ラ・プラナ    | 171,669    |
| 2.   | ヴィラ＝レアル                  | 50,580     |
| 3.   | ボリアナ/ブリアナ               | 34,708     |
| 4.   | ラ・ヴァイ・ドゥイショー        | 31,671     |
| 5.   | ヴィナロス                      | 28,190     |
| 6.   | ベニカルロ                      | 26,403     |
| 7.   | アルマソーラ                    | 25,488     |
| 8.   | オンダ                          | 24,963     |
| 9.   | ベニカシム                      | 18,098     |
| 10.  | ヌレス                          | 13,442     |
| 11.  | ラルコラ                        | 10,591     |
| 12.  | オルペサ/オロペサ・デル・マール | 9,613      |
| 13.  | セゴルベ                        | 8,889      |
| 14.  | アルカラ・デ・シヴェルト        | 7,358      |
| 15.  | ペニスコラ                      | 6,884      |
| 16.  | トーレブランカ                  | 5,885      |
| 17.  | ベチ                            | 5,684      |
| 18.  | モンコファ                      | 5,551      |
| 19.  | アルメナーラ                    | 5,440      |
| 20.  | ボリオル                        | 4,715      |

### 人口
| カステリョン県の人口推移 1857－2015                     |
|                                                         |
| 出典:INE（スペイン国立統計局）1900年 - 1991年、1996年 - |

## 歴史
1833年スペイン地方行政区分再編ではスペイン全土に49の県が設置された。この際にカステリョン県も設置され、県都はカステリョン・デ・ラ・プラナに定められた。
1939年から1975年のフランコ独裁体制化を経て、スペインの民主化移行期の1970年代末から1980年代初頭にはスペイン全土に17の自治州が設置された。1982年7月10日にはカステリョン県など8県からなるバレンシア州が発足した。

## 経済

ヴィラ＝レアル郊外にあるポルセラノサ（セラミック産業）の工場

カステリョン県ではヌレスやベニカルロを中心に、伝統的に柑橘類や野菜の生産が盛んである。17世紀からセラミック産業やタイル産業が盛んとなり、現在のスペインにおけるタイル製造業者の大半がカステリョン県に集中している。セラミック産業はオンダ、ラルコラ、ヌレス、カステリョン・デ・ラ・プラナ、ヴィラ＝レアルなどが中心であり、スペインの企業上位500社のうち4社（すべてセラミック産業）がヴィラ＝レアルに所在する。
ベニカルロやヴィナロスでは家具製造も、ベニカルロやカステリョン・デ・ラ・プラナでは化学工業も行われている。ラ・ヴァイ・ドゥイショーでは靴製造業が、カステリョン・デ・ラ・プラナやヴィナロスでは漁業が、ヴィラフランカやモレーリャでは織物業が行われている。

## 文化

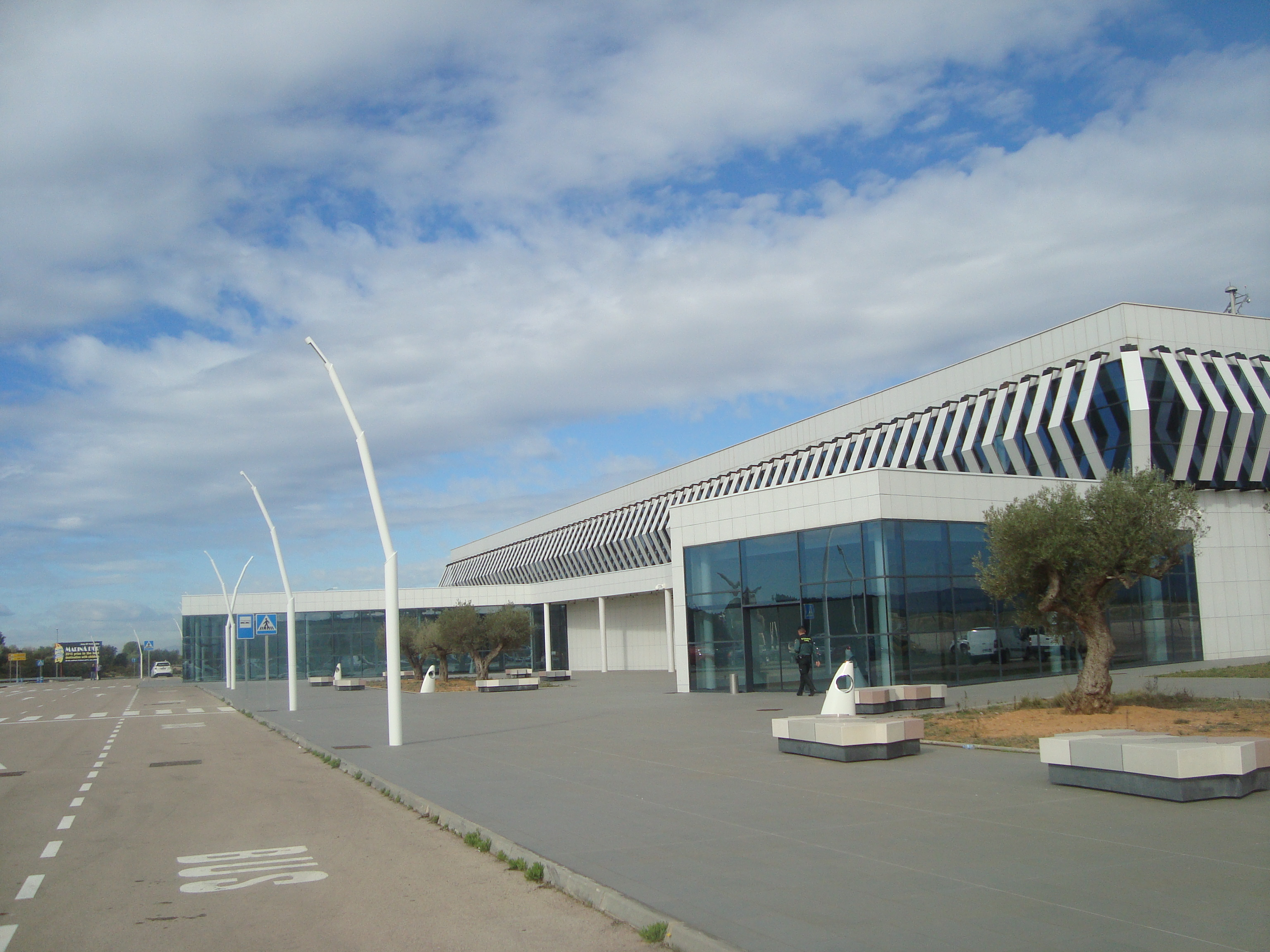
腐敗の象徴とされるカステリョン＝コスタ・アサアール空港

カステリョン県北部のビラノバ・ダルコレアとベンリョックにまたがってカステリョン＝コスタ・アサアール空港があり、2011年には定期便がない状態で開港が宣言された。この空港は2015年まで定期便が存在せず、2008年から続くスペイン金融危機に先立つ無駄な支出や政治腐敗の象徴的存在とされている。
カステリョン県を含むバレンシア州では、スペイン語とバレンシア語の二言語が公用語となっている。
サッカークラブとしてはヴィラ＝レアルに本拠地を置くビジャレアルCFやカステリョン・デ・ラ・プラナに本拠地を置くCDカステリョンがある。フットサルクラブとしてはカステリョン・デ・ラ・プラナに本拠地を置くプラジャス・デ・カステリョンFSやペニスコラに本拠地を置くペニスコラFSがある。